# Spilosmylus conspersus
Spilosmylus conspersus is een insect uit de familie watergaasvliegen (Osmylidae), die tot de orde netvleugeligen (Neuroptera) behoort. 
Spilosmylus conspersus is voor het eerst wetenschappelijk beschreven door Walker in 1853. De soort komt voor in Maleisië.